# Karlpeter Elis

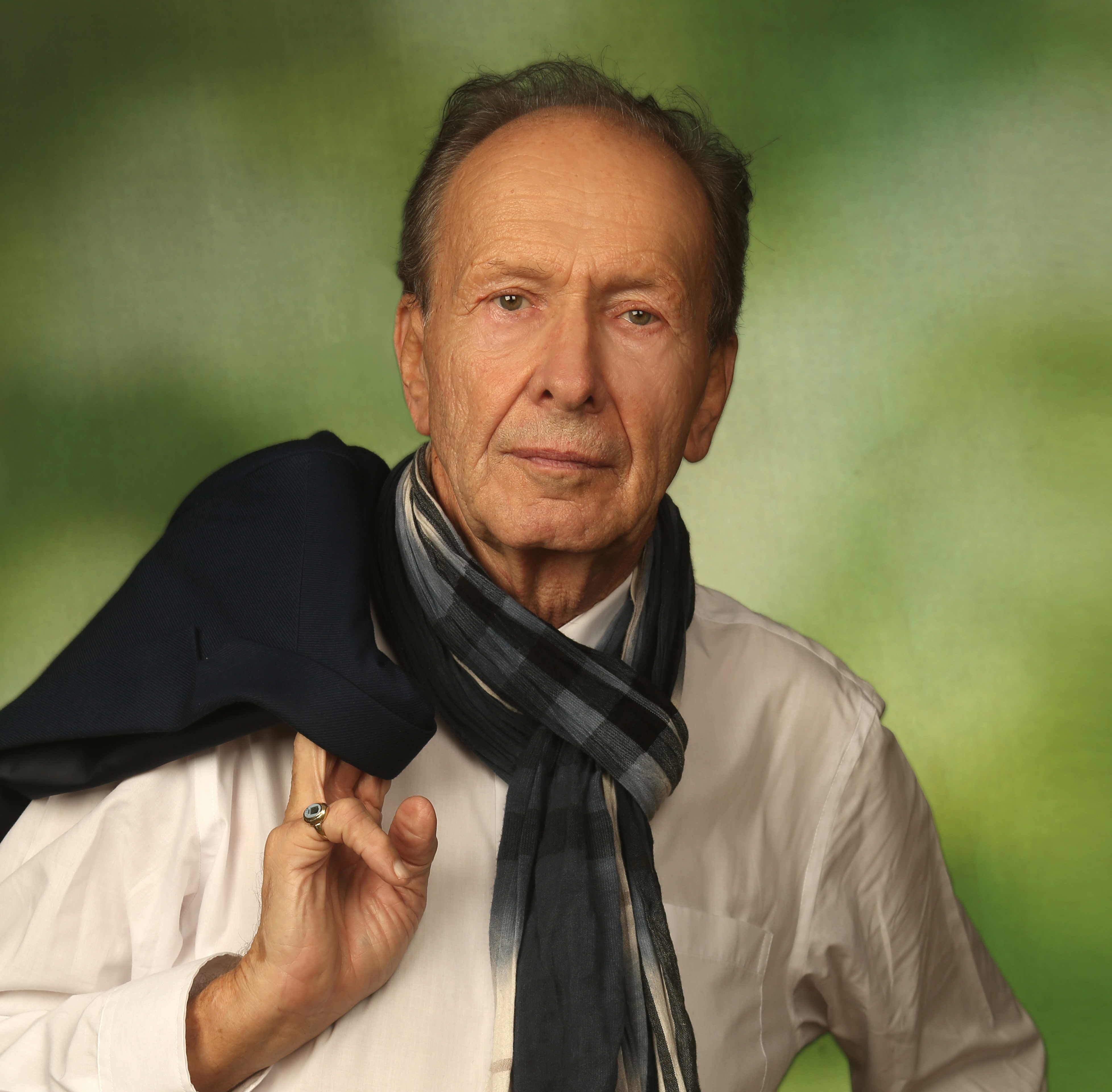
Karlpeter Elis

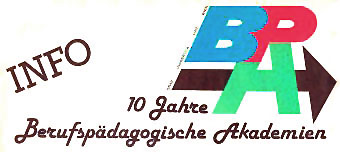
Berufspädagogische Akademie Steiermark

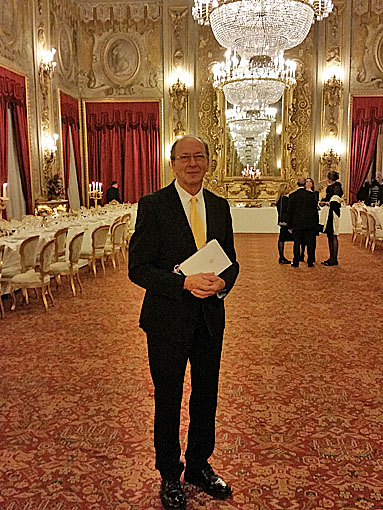
Kultur- & Wissenschaftsdelegation im Qirinal, Rom

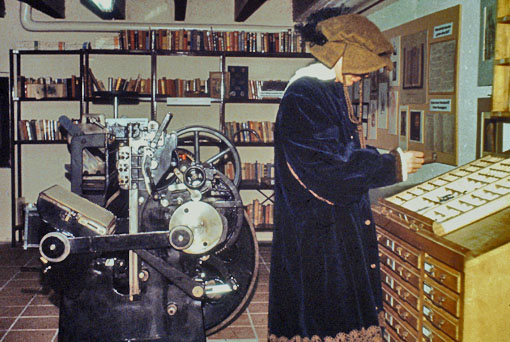
Druckmuseum Graz

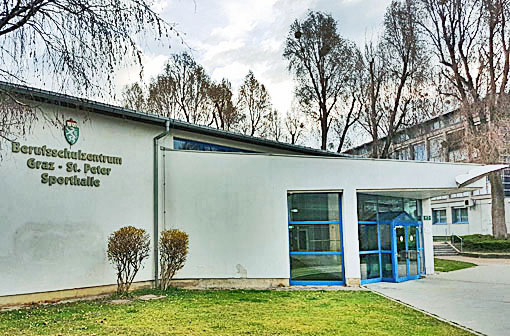
Sporthalle Graz-St. Peter

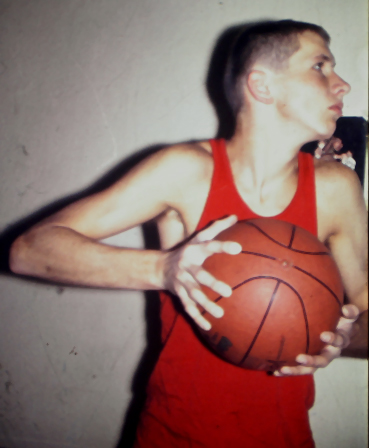
Basketballspieler Staatsliga A

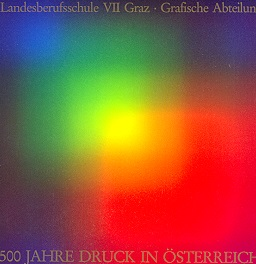
500 Jahre Druck in Österreich

Karlpeter Elis (* 27. Jänner 1945 in Graz, Steiermark, Österreich) ist ein österreichischer Pädagoge und Kunsthistoriker. Er war von 1986 bis 2000 Direktor der Schule für grafische Berufe in der Steiermark. Gleichzeitig war er Professor für Fach- und Mediendidaktik an der Pädagogischen Akademie des Bundes sowie Lektor am Institut für Kunsthistorie, Bildungs- und Erziehungswissenschaften und am Medienkundlichen Lehrgang an der Karl-Franzens-Universität in Graz. Derzeit lehrt er am Institut für Unternehmensführung und Entrepreneurship „Medienmanagement“. Er ist Gründer des Druckmuseums Graz sowie Initiator und Planer des Weiterbildungszentrums für grafische Berufe am WIFI und des Sporthallenbaues im Schulzentrum Graz-St. Peter.

## Leben
Karlpeter Elis wurde als Sohn von Karl Elis, Verwaltungsdirektor des Landeskrankenhauses Graz, und Maria Elis, geb. Freisinger, geboren. Elis besuchte in Graz die Volksschule, das Gymnasium und die Berufsschule und absolvierte von 1961 bis 1965 in der Universitätsdruckerei Styria die grafische Lehre. Nach dem Präsenzdienst beim Österreichischen Bundesheer arbeitete er von 1965 bis 1971 als Sportjournalist bei der Kleinen Zeitung. Gleichzeitig besuchte er das Abendgymnasium für Berufstätige, wo er im Februar 1973 maturierte.
1971 wechselte er als Lehrer an die Berufsschule für das grafische Gewerbe in der Münzgrabenstraße. Am Berufspädagogischen Institut legte er in der Zeit von 1974 bis 1976 die Lehramtsprüfungen für die Fachgruppe II und III sowie für Leibesübungen ab.
1981 wurde Elis zum stellvertretenden Direktor der Landesberufsschule VII in Graz ernannt. Gleichzeitig studierte er an der Karl-Franzens-Universität in Graz Kunsthistorie und Pädagogik mit dem Schwerpunkt Erwachsenenbildung und promovierte am 26. Juni 1986 zum Dr. phil.
Mit 1. August 1986 wurde Karlpeter Elis zum Direktor der Landesberufsschule für grafische Berufe sowie für Friseure, Kosmetiker, Fußpfleger und Masseure berufen.

## Funktionen

### Schule
- ab 1977 Mitglied der Gutachterkommission zur Eignungserklärung von Unterrichtsmitteln
- ab 1984 Mitglied der Leistungsfeststellungskommission für Landeslehrer an berufsbildenden Pflichtschulen
- ab 1987 Leiter des LUV-Stützpunktes Graz 7
- ab 1987 Mitglied der Arbeitsgemeinschaft für Berufsschuldirektoren der Steiermark
- bis 1998 Leiter der Arbeitsgemeinschaft 11, "Grafisches Gewerbe" in Österreich

### Gewerbe
- 1995 kooptiertes Ausschussmitglied der Landesinnung Druck
- ab 1977 Ausbildungsleiter für die grafische Fortbildung der Landesinnung "Druck" und die Gewerkschaft "Druck und Papier" in der Steiermark
- ab 1978 Vortragender für Psychologie im Rahmen der Ausbilderschulung am WIFI der Wirtschaftskammer
- 1980 Planung und Bauaufsicht für die Adaptierung der Lehrwerkstätten Druck im WIFI Graz
- ab 1985 Vortragender beim Grundlehrgang für Zivildienst des BM für Inneres
- ab 1988 Beirat des B+S-Fonds zur Förderung der Ausbildungsstätten für das grafische Gewerbe

### Wissenschaft
- Lektor am Kunsthistorischen Institut der Universität Graz
- 1976–1997 Professor für "Schulpraktische Übungen" und "Fachdidaktik" an der Berufspädagogischen Akademie
- seit 29. Februar 1988 Lektor am Institut für Bildung- und Erziehungswissenschaft, Abteilung Weiterbildung, der Universität Graz
- Professor für "Gestaltung, Schrift & Farbe" an der Berufspädagogischen Akademie in Wien
- seit 2002 Mitglied des Fachausschusses "Bildung & Unterricht" im bmbwk
- seit 2009 Mitglied der Kunst-, Kultur- und Wissenschaftsdelegation des Bundespräsidenten

### Politik
- 1971–1994 Mitglied der Gewerkschaft Öffentlicher Dienst
- 1975–1981 Obmann der Personalvertretung des Dienststellenbereiches 9 für Berufsschulen
- Mitglied der Personalvertretung für die Berufspädagogische Akademie des Bundes

- 1996–2009 Obmannstellvertreter des Akademikerbundes Steiermark
- 1998–2009 Präsidialmitglied des Österreichischen Akademikerbundes
- 2002–2012 kooptiertes Mitglied at the „Assembly of European Regions“ (AER)

### Medien
- 1975–1984 freier Mitarbeiter im ORF-Landesstudio-Steiermark
- 1976–1985 Lehrbeauftragter für Mediendidaktik und Kustos für audiovisuelle Lehrmittel an der Berufspädagogischen Akademie
- 1977–1998 Medienreferent des Josef-Krainer-Hauses
- 1978–1983 Vortragender in Unterrichtstechnologie, Mediendidaktik, Lehrverhaltenstraining und Leibesübungen am Pädagogischen Institut des Bundes in Graz
- 1987–1999 Allgemein beeideter gerichtlicher Sachverständiger für das Fachgebiet 78,01 (Medien)
- 1995–2018 Lektor im Medienkundlichen Lehrgang am Institut für Rechtswissenschaften der UNI Graz
- ab 1988 Redaktionsmitarbeiter der Wochenzeitung "Die Steirische"
- ab 1990 Chefredaktion der Zeitung "Schule" des Landesschulrates für Steiermark
- Vizepräsident des Medienclubs der Karl-Franzens-Universität Graz
- seit 2009 Vorstandsmitglied im Steirischen Presseclub

### Kunst & Kultur
- 1965–1968 Statist am Schauspiel- und Opernhaus in Graz
- seit 1983 Autor bei den Buchverlagen Leykam, LIT, Styria, Strahalm
- seit 1964 Grafiker und Maler
- seit 1982 Direktor des Grazer Druckmuseums
- ab 1975 Moderator und Konferencier öffentlicher Großveranstaltungen

### Sport
- 1957–1969 Basketball-Bundesligaspieler in der Mannschaft von Basketball-Union-Graz (BUG)
- 1981–1997 Leiter der Arbeitsgemeinschaft für Leibesübungen an Berufsschulen der Steiermark mit Vorbereitung u. Durchführung der jährlichen Bundessommer- und Winterspiele (1982–97)
- ab 1988 Initiator und Bauaufsicht für den Sporthallenbau im Schulzentrum Graz-St.Peter
- 2003–2017 Spieler beim Basketballclub "Grazer Greyhounds"
- Mitglied des Sportausschusses im bmbwk
- 2004–2007 Vizepräsident vom GAK Kangaroos Basketball Club
- 2004–2010 Präsidiumsmitglied im GAK-Stammverein

## Publikationen

### Pädagogik
- Duales Lernen noch gefragt ?. In: politicum 15. Graz: 1983.
- Lehrstelle – Arbeitsplatz – Freizeit. In: Steirische Gesellschaft für Gesundheitsschutz; Unsere Gesundheit in unserer Hand. Graz: 1985
- Berufliche Erwachsenenbildung im Rahmen der grafischen Fortbildungskurse in der Steiermark. Graz; Dissertation, 1986
- 10 Jahre Berufspädagogische Akademien. Graz: 1986
- Modischer Spaziergang durch die Jahrhunderte. Graz: 1987
- Arbeit und Bildung. Graz: 1988
- Berufsschule: Zielvorstellungen. In politicum 39. Graz: 1988.
- 80 Jahre Berufsschule für Friseure und Perückenmacher. Graz: 1988
- Zeitung "Schule". Graz; Landesschulrat 1990
- Berufsschulkalender 1993
- Weiterbildung und Berufsbildung. In: Bildungsarbeit mit Erwachsenen. W. Lenz (Hrsg.) München; Wien: Profil; 1994
- 3. Internationaler Friseurwettbewerb für Berufsschüler. Graz: 1995
- Dual noch dual?. In: overhead 10. Graz: Petr, 1999
- Netzwerk Weiterbildung. In: Kritische Bildung? W. Lenz, A. Sprung (Hrsg.). Münster: LIT; 2004
- Reisen ist Bildung, wie umgekehrt Bildung Reisen ist. In: bildungsreise-reisebildung. K. Elis (Hrsg.). Münster: LIT, 2004

### Medien
- Ich bin Pressereferent. Graz:
- Umgang mit den Medien. Graz
- Wir gestalten eine Gemeindezeitung. Graz
- Grafische Ausgestaltung einer Werbelinie. Graz
- Unsere Zeitung. Graz: 1977
- Gemeindezeitung – Kommunikationsinstrument für Bürger. In: politicum. Graz; 1981. Heft 6
- Kunstprojekt am Schloßberg "The Graz Vigil"Unsere Zeitung. Graz: 1981.
- Öffentlichkeitsarbeit. Graz: 1981

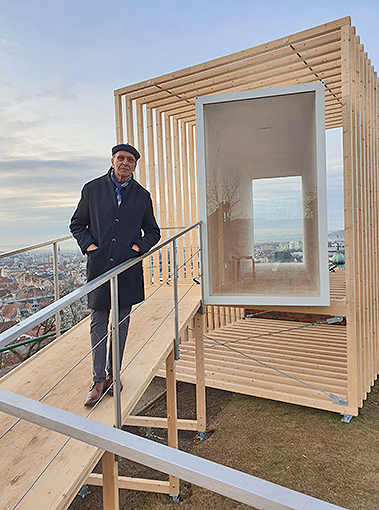
Kunstprojekt am Schloßberg "The Graz Vigil"

- Öffentlichkeitsarbeit: Die Gemeindezeitung. Graz: 1983, Heft 1.
- Medien und Politik, politicum. Graz; 1984. Heft 21.
- Zeitung "ZÜZ". Graz; Medienkundlicher Lehrgang, 1990
- Zeitung "Travnicek". Graz; Medienkundlicher Lehrgang, 1992
- Österreich braucht Europa. Graz: 2009
- Mediengeschichte(n) in weiß-grün. Karlpeter Elis (Hrsg.). Graz: Strahalm, 2017[3]

### Kunst & Kultur
- Offsetdruck
- Gewerbliche Berufsschule VII Graz – Graphische Abteilung. Graz: 1975
- Grafik-Mappe "850 Jahre Graz". Graz: 1978.
- Lehrwerkstätten Druck. Graz; Steirische Landesinnung Druck, 1980
- 500 Jahre Druck in Österreich. Graz: 1982
- "Erzherzog-Johann-Mappe". Graz: 1982
- Zeichnung. Graz; Leykam, 1983 ISBN 3-7011-1303-3
- Schrift. Graz; Leykam, 1983 ISBN 3-7011-1304-1
- Farbe. Graz; Leykam, 1983 ISBN 3-7011-1305-X
- "Psychologie der Farben". Graz: 1984
- "Chromotherapie". Graz: Universität, 1994
- Sagen aus Graz und der Steiermark. K.Elis (Hrsg.). Münster: LIT, 2002
- Le Président. In: weiß-grüne-kultur-felder. K.Elis (Hrsg.). Münster: LIT, 2004[4]
- Der heilige Ägidius. Verlag Styria, Graz 2012, ISBN 978-3-7012-0116-7.
- Zu Gast in Graz. Berichte, Reisebeschreibungen, Schilderungen vom Mittelalter bis in die Gegenwart. Mit einem Geleitwort von Bürgermeister Siegfried Nagl, Edition Strahalm, Graz 2017, ISBN 978-3-9503941-2-2.
- Unser Dompfarrer Gottfried Lafer. Raffael Elis & Karlpeter Elis (Hrsg.), Graz 2017.

### Sport
- Balliticum. Graz: 1985
- Basketball. Graz.
- 35. Bundeswinterspiele für Berufsschulen "Grimmingtor-Cup" Bad Mitterndorf, Tauplitz: 1997